# Mouche bleue
Calliphora vomitoria
Pour les articles homonymes, voir Mouche.
Espèce

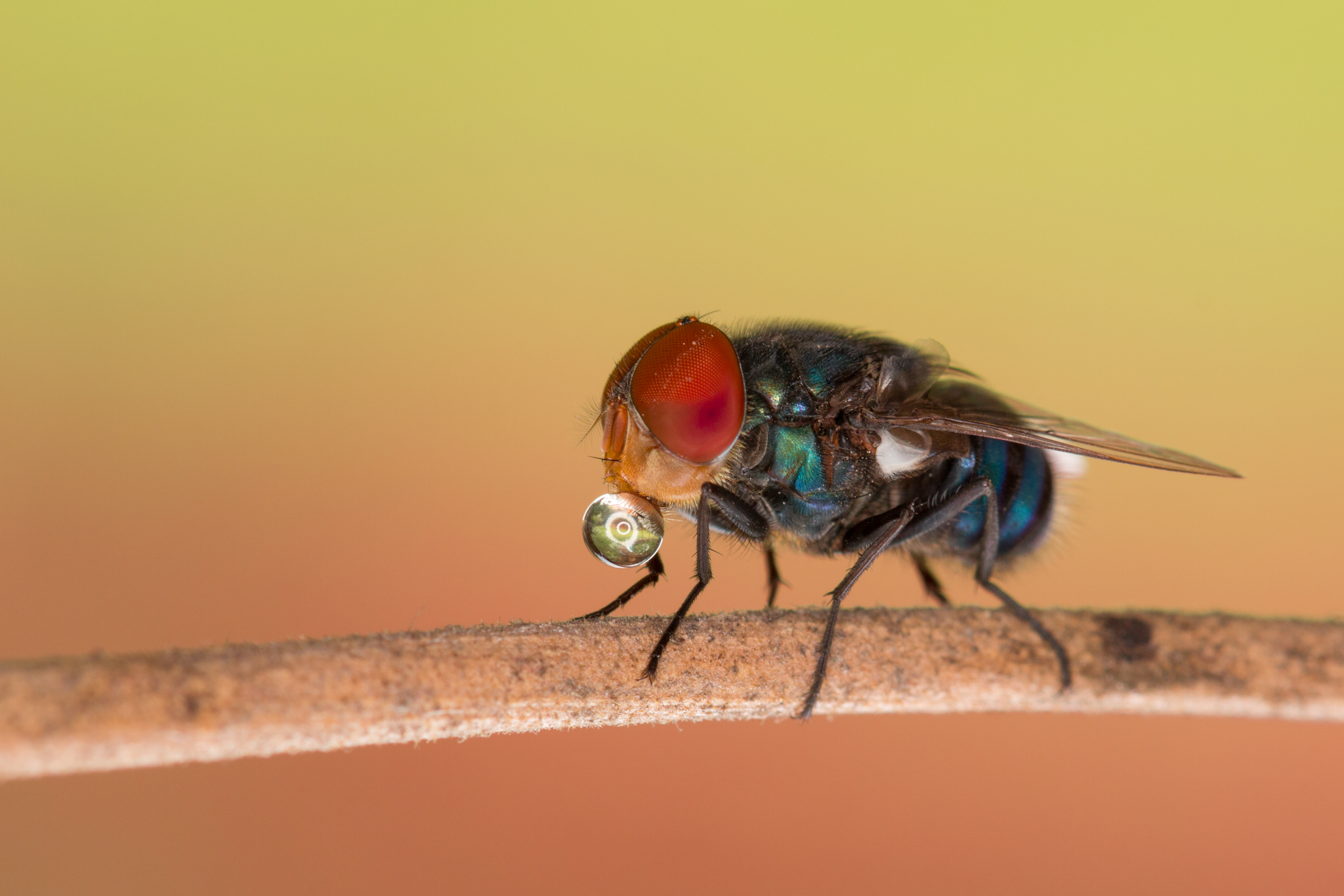
Une mouche bleue, au, au Bangladesh. Mars 2016.

La Mouche bleue (Calliphora vomitoria) ou mouche à viande est une espèce de Mouche commune dans la plupart des régions du monde et est l'espèce type du genre Calliphora.
Une espèce proche (Calliphora vicina), appelée aussi Mouche bleue, est très semblable, plus commune; ses joues, situées sous les yeux, sont rougeâtres au lieu de noires chez Calliphora vomitoria. D'après T. Pape et D Povolny, la mouche bleue de la viande de Jean-Henri Fabre dans ses Souvenirs entomologiques n'est pas C. vomitoria mais C. vicina.

## Description
Calliphora vomitoria mesure 10  à   14 mm de long, soit un peu plus que la mouche domestique. La tête et le thorax sont gris terne et l'abdomen est bleu clair métallisé avec des marques noires. Le corps et les pattes sont couverts de poils noirs serrés. Les yeux sont rouges et les ailes sont claires. Les pattes et les antennes sont roses et noires. La poitrine est violet clair et  garnie de pointes pour se protéger d'autres mouches (fils de mouche).

## Mode de vie
Ces insectes aiment voler en groupe afin de détecter les aliments plus efficacement. Si l'une d'entre elles décèle de la nourriture, par exemple des fruits blets, elle disperse une phéromone qui alerte les autres pour le repas.
Attirée par la viande et le poisson (frais ou non), elle entre dans les maisons pour rapidement y déposer ses œufs. On la voit souvent se chauffer au soleil, posée sur des murs.

## Cycle de vie

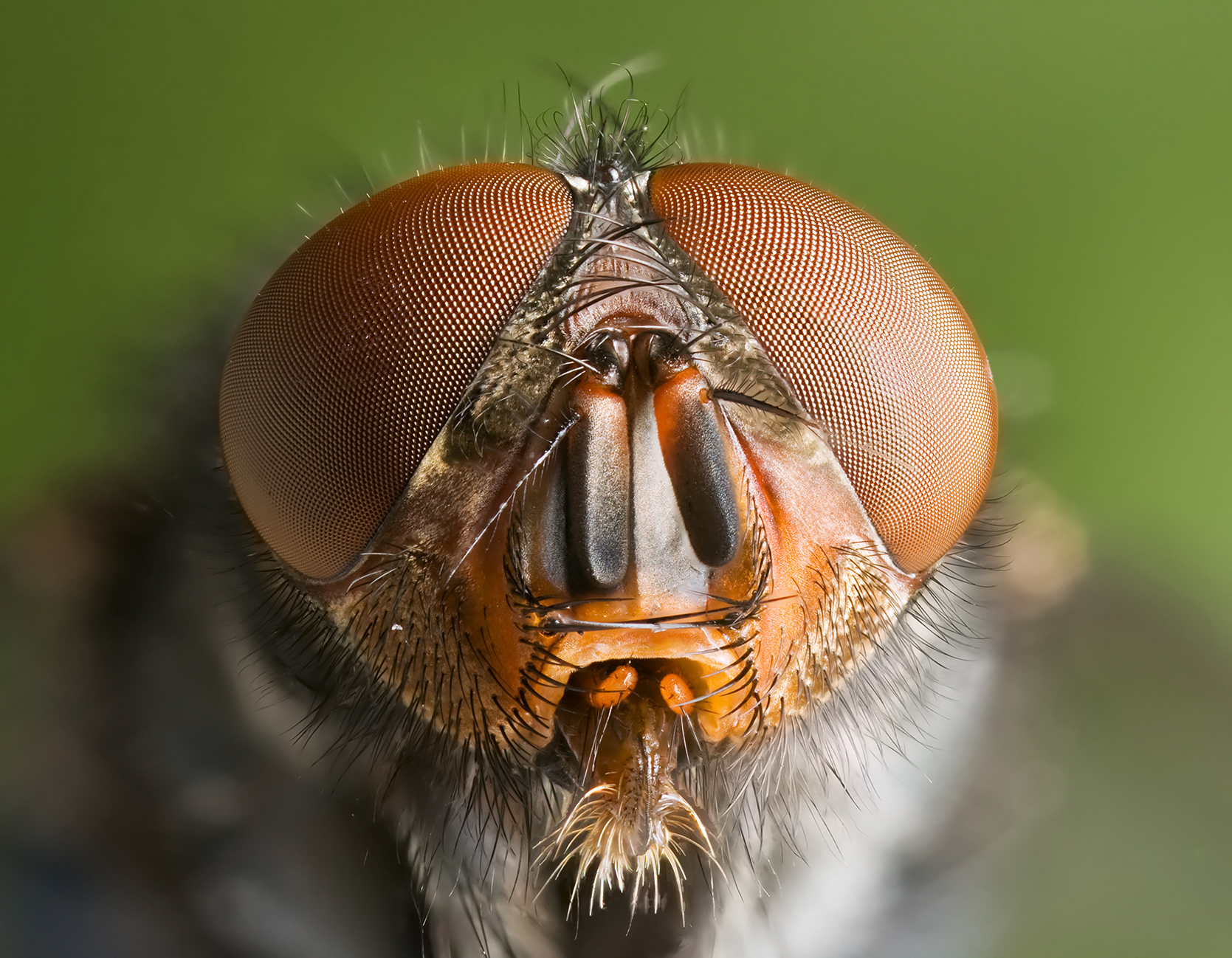
Tête d'une mouche bleue.

La mouche bleue femelle pond ses œufs où elle se nourrit, en général dans la viande en décomposition, les ordures ou les matières fécales. Des larves blanchâtres, communément appelées asticots éclosent et commencent immédiatement à se nourrir des matières en décomposition où elles ont éclos. Après quelques jours d'alimentation, elles se traînent dans un endroit sec ou elles creusent le sol ou les matériaux à leur disposition pour se nymphoser dans un cocon brun (pupe). Après deux ou trois semaines, les adultes sortent de terre et s'accouplent, le cycle recommence. Pendant la saison froide, les nymphes et les adultes peuvent hiberner jusqu'à ce que des températures plus chaudes les sortent de leur léthargie[réf. souhaitée].
Ces mouches seraient pollinisatrices de quelques fleurs émettant une odeur forte comme le Lysichiton américain et la Verge d'or.

## Implication en médecine

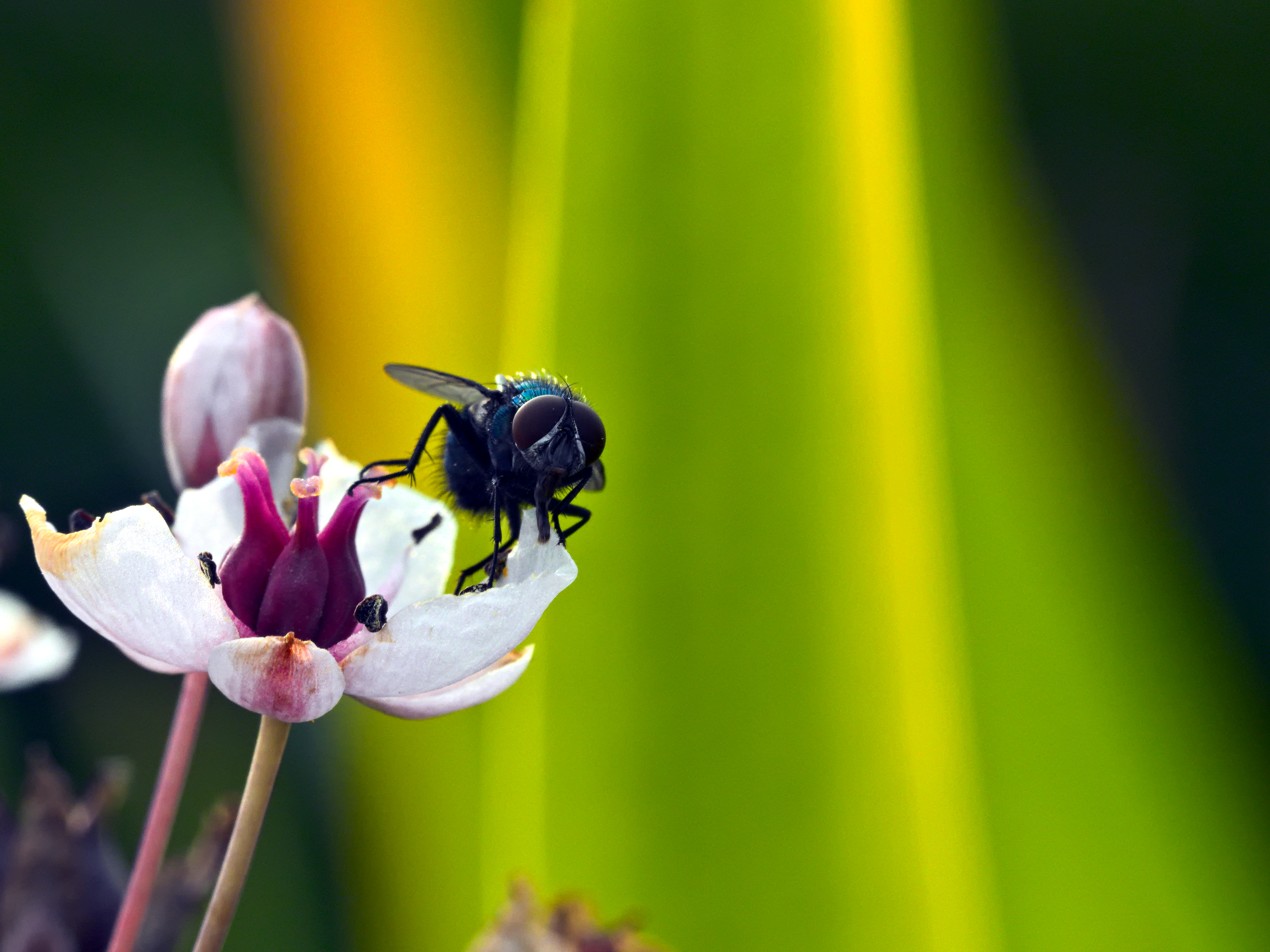
Calliphora vomitoria au jardin des Plantes de Paris.

La mouche bleue peut être à l'origine de myiase humaine ou animale ; l'entomologie médico-légale la repère parfois au cours d'expertises, notamment en cas d'autopsie d'enfant maltraité.

## Théâtre
- La Mouche bleue (1957) de Marcel Aymé.